# マットの鉄道万歳!
マットの鉄道万歳!（マットのてつどうばんざい、原題：Extreme Trains）は、ヒストリーチャンネルで、2009年10月から毎週土曜日に放送された鉄道番組である。全8話。

## 内容
アメリカの現役車掌である、マット・バウンがアメリカの様々な鉄道を紹介する。紀行番組としてだけでなく、鉄道職員の目線からも写されているドキュメンタリー形式の作品にもなっている。

## 放送作品
1. 大陸横断鉄道（ユニオン・パシフィック鉄道）
2. サーカス団列車（リングリング・ブラザーズ・アンド・バーナム・アンド・ベイリー・サーカス）
3. 石炭輸送列車（ノーフォーク・サザン鉄道）
4. 大陸横断寝台列車（エンパイア・ビルダー）
5. 貨物列車（BNSF鉄道）
6. 冷蔵急行
7. アメリカ最速の列車（アセラ・エクスプレス）
8. 蒸気機関車（ユニオン・パシフィック鉄道844号蒸気機関車）